# Herbert Quandt
Herbert Werner Quandt (n. 22 iunie 1910, Pritzwalk, Brandenburg, Germania – d. 2 iunie 1982, Kiel, Germania) a fost un industriaș german care este considerat salvatorul BMW atunci când era la un pas de faliment și a obținut ulterior un profit uriaș în acest sens.

## Legături externe
- Biography
- BMW Foundation Hebert Quandt